# Liberal (Kansas)
Liberal ist eine Stadt im Seward County im US-Bundesstaat Kansas. Sie hat 19.825 Einwohner (Stand Volkszählung 2020) und befindet sich auf 864 Metern über dem Meer.
Ab 1882 ließen sich erste Siedler im Gebiet des späteren Liberal nieder. 1885 wurde das erste Warenhaus eröffnet, dem im gleichen Jahr eine Poststelle folgte und der Ort erhielt seinen heutigen Namen. Nachdem in den Folgejahren Seward County durch die Eisenbahn erschlossen wurde, wuchs auch das Interesse, in dieser Region zu siedeln. Um 1888 hatte der Ort bereits etwa 800 Einwohner. Zu dieser Zeit war Liberal vornehmlich landwirtschaftlich geprägt. 1920 wurde westlich der Stadt Erdgas entdeckt, 1951 Erdöl südwestlich.
Es gibt ein Museum mit einer Kollektion von verschiedenen militärischen und zivilen Flugzeugen. Eine weitere Sehenswürdigkeit ist die Samson Bridge, die im Jahre 1939 gebaut wurde, um den Cimarron River mit der Eisenbahn zu überqueren.
In Liberal ist außerdem das Seward County Community College beheimatet.

## Söhne und Töchter der Stadt
- Wantha Davis (1917–2012), amerikanische Jockey
- Kelli McCarty (* 1969), Miss USA, Model und Schauspielerin